# Trosa marknad
Trosa marknad är en sedan 1959 årligen återkommande marknad som anordnas av Lions Club i Trosa. Marknaden arrangeras i Trosa andra lördagen i juni och besöks av uppemot 20 000 personer.

## Historia
Trosa har haft en betydande fiskerinäring och varit plats för marknader där fisk och andra lokala varor från jordbruk såldes. Fram till 1911 arrangerades årligen marknad i Trosa i början av sommaren, vilket givit upphov till talesättet "Sommaren börjar först när det är Trosa Marknad".
Efter att sommarmarknaden legat i träda under knappt 50 år återupptogs traditionen 1959. Marknaden började då i en mindre skala i form av loppmarknad och sedermera även med lotteriförsäljning. Marknaden växte successivt och kan sägas ha fått sin moderna form 1981. På grund av coronaviruspandemin var marknaden dock inställd såväl sommaren 2020 som sommaren 2021. Marknaden genomfördes dock återigen i juni 2022.

## Marknaden
Marknaden arrangeras i Trosa andra lördagen i juni och besöks av uppemot 20 000 personer. Marknaden omfattar cirka 300 knallar med ett varierat utbud av hantverk, livsmedel, kläder, husgeråd med mera. Marknadsområdet är vidsträckt och består av de centrala delarna av Trosa från området vid Trosa torg och söderut till Trosa hamn samt österut till idrottsplatsen Skärlagsvallen. Stora delar av Trosa är avspärrade för trafik i samband med marknaden, samtidigt som tusentals bilar med besökare kommer till staden.